# Malena Nunes
Malena Riskevich Nunes (São Paulo, 2 de fevereiro de 1995), mais conhecida como Malena0202, é uma youtuber, influenciadora digital, blogueira e apresentadora brasileira. Ficou conhecida inicialmente no YouTube com seus vídeos de gameplays. Foi uma das pioneiras em propagar conteúdos de gameplays na plataforma. Em 2017, possuía um dos maiores canais de jogos eletrônicos controlado por uma mulher no Brasil. Indicada em 2016 ao Meus Prêmios Nick, venceu o prêmio em 2019 na categoria de Gamer do Ano.
Malena começou sua carreira como youtuber aos 17 anos por incentivo de sua mãe que apreciava jogos eletrônicos, posteriormente, com o crescimento do canal, decidiu abandonar seu curso de Rádio & TV para comprometer-se totalmente ao YouTube. Em 2016, lançou seu primeiro livro, nomeado Fala aí, Malena! - O Livro dos Bunitos.

## Biografia e carreira
Malena Riskevich Nunes nasceu em 2 de fevereiro de 1995. Filha de Ana Maria Riskevich Nunes, começou a carreira no YouTube aos 17 anos. Por conta de Ana Maria que gostava de jogos que Malena conheceu o mundo dos jogos. Malena pensa que o fato de ser uma mulher tenha ajudado seu canal a crescer no início, mas crê que tem um diferencial.
Malena estudou Rádio & TV, porém, o sucesso do seu canal fez ela trancar a faculdade para se dedicar exclusivamente ao YouTube. Lançou seu livro, Fala aí, Malena! - O Livro dos Bunitos, em 2016. Em 15 de setembro de 2017, foi convidada no Rock in Rio VII para ficar no Digital Stage (local a qual youtubers convidados ficam no festival).
Em 7 de janeiro de 2022, Malena, em parceria com Maíra Medeiros, anunciou o podcast Fogo no Podinho, focado inicialmente em comentar sobre a vigésima segunda edição do reality show Big Brother Brasil.

## Vida pessoal
Em agosto de 2020, em um vídeo, relatou estar passando por problemas em sua vida pessoal, a qual chorou e pediu desculpas por não conseguir trabalhar como gostaria. Em uma entrevista, Malena citou que sofreu preconceitos por sua aparência na infância.
Malena se identifica como lésbica.

## Filmografia

### Televisão
| Ano  | Título           | Papel        | Notas         | Ref.          |
| ---- | ---------------- | ------------ | ------------- | ------------- |
| 2016 | Entubados        | Participante | 1.ª temporada | [ 21 ] [ 22 ] |
| 2019 | Rock in Rio VIII | Repórter     |               |               |
| 2022 | Rock in Rio IX   | Repórter     |               |               |

### Internet
| Ano  | Título                 | Papel         | Notas                           | Ref.   |
| ---- | ---------------------- | ------------- | ------------------------------- | ------ |
| 2016 | Legends of Gaming      | Participante  | 2ª edição                       | [ 23 ] |
| 2018 | Os Donos da P**** Toda | Participante  | (5º lugar)                      |        |
| 2020 | Hack Room Tilibra      | Apresentadora |                                 | [ 24 ] |
| 2021 | Eu Fico Loko           | Convidada     | Podcast de Christian Figueiredo | [ 25 ] |
| 2022 | Fogo no Podinho        | Apresentadora | Podcast junto a Maíra Medeiros  | [ 17 ] |
| 2023 | QSMP Purgatório        | Participante  | 2ª edição                       | [ 26 ] |

## Livros
| Ano  | Título                                 | Editora       | ISBN            | Ref.   |
| ---- | -------------------------------------- | ------------- | --------------- | ------ |
| 2016 | Fala aí, Malena! - O Livro dos Bunitos | Outro Planeta | ISBN 8542207793 | [ 10 ] |

## Prêmios e indicações
| Ano  | Prêmio                       | Categoria                | Resultado | Ref.   |
| ---- | ---------------------------- | ------------------------ | --------- | ------ |
| 2016 | Meus Prêmios Nick 2016       | Canal de Games Favorito  | Indicado  | [ 27 ] |
| 2017 | Prêmio Jovem Brasileiro 2017 | Melhor Canal do YouTube  | Indicado  | [ 28 ] |
| 2019 | MTV Millennial Awards 2019   | Gamer do Ano             | Indicado  | [ 29 ] |
| 2019 | Meus Prêmios Nick 2019       | Gamer do Ano             | Venceu    | [ 30 ] |
| 2022 | Prêmio iBest                 | Conteúdo de Games (Voto) | Venceu    | [ 31 ] |
| 2022 | Prêmio iBest                 | Conteúdo de Games (Juri) | 3º Lugar  | [ 31 ] |